# Epitacio Huerta
Epitacio Huerta è una municipalità dello stato di Michoacán, nel Messico centrale, il cui capoluogo è la località omonima.
La municipalità conta 16.218 abitanti (2010) e ha un'estensione di 424,45 km².
Il nome della località è dedicato a José Epitacio Deciderio Huerta Solorio, militare e governatore dello stato.